# Cécilia Attias
Pour les articles homonymes, voir Attias.
Cécilia Attias, à l'état civil Cécile Ciganer,, née le 12 novembre 1957 à Boulogne-Billancourt, est une personnalité publique française.
Épouse de l'animateur Jacques Martin, puis de Nicolas Sarkozy à partir de 1996, elle devient ainsi l’épouse du président de la République française en exercice du 16 mai 2007 (date de la prise de fonction) au 15 octobre de la même année (date à laquelle elle divorce). Son bref passage à l’Élysée comme « Première dame » est notamment marqué par sa contribution à la libération des infirmières bulgares détenues en Libye.
En 2008, elle se remarie avec l'homme d'affaires Richard Attias. L'année suivante, elle fonde la fondation Cécilia-Attias pour les femmes, qui finance des projets visant à améliorer les conditions de vie des femmes dans les pays en voie de développement.

## Biographie

### Origines
Son père, André (Aaron) Ciganer, né à Bălți (ville de l'actuelle Moldavie, à l'époque en Bessarabie appartenant à l'Empire russe) en 1898, est issu d'une famille de Juifs de Bessarabie, dont le nom de famille vient d'un surnom signifiant « tzigane » en yiddish ; ce qui a contribué à la création d'une légende de l'origine tzigane du père (cette légende apparaît dans de nombreuses publications médiatiques). Lorsqu'éclate la révolution de 1917, il quitte son pays et parcourt l'Europe muni d'un passeport d'apatride. André Ciganer se lie d'amitié avec Joseph Kessel et s'installe à Paris dans les années 1940, en tant que fourreur. Il rencontre à Biarritz en 1947 (présenté par le peintre Gaëtan de Rosnay) sa future épouse Diane Teresita Albeniz de Swert, présidente de la fondation Albeniz, fille de l'internationaliste espagnol Alfonso Albéniz (délégué de l'Espagne à la conférence de Genève) et petite-fille du compositeur Isaac Albéniz (dont Cécilia adjoindra le nom de famille au sien à titre d'usage).
Cécilia Attias a trois frères aînés :
- Patrick Ciganer, qui est citoyen américain, et travaille dans une unité de gestion financière de la NASA ;
- Christian Ciganer, qui est consultant pour Framatome, Axa, le groupe Lagardère, Crédit foncier de France, Accor, Aurel Conseil, etc.
- Ivan Antoine Ciganer, qui est directeur des ventes de Movistar Pérou, conseiller au commerce extérieur de la France et président de la Chambre de commerce franco-péruvienne. Il demeure à Lima[7].

Par ailleurs, elle est la cousine de l'ancien maire de Madrid et ancien ministre espagnol de la Justice, Alberto Ruiz-Gallardón.
Elle a aussi des cousins belges. « Les demi-frères et demi-sœurs de sa mère, ainsi que leurs descendants, appartiennent à une grande famille de la noblesse anversoise : les Le Grelle. Sa grand-mère maternelle Rosalie de Sweert (1901-1982) avait épousé en 1921 à Valence (Espagne) le comte Adelin Le Grelle, de cette union vont naître deux enfants, le comte Richard Le Grelle (1921) et la comtesse Marie-Antoinette », écrit la journaliste belge Marie-Cécile Royen dans le Vif/l’Express du 31 août 2007.

### Formation
Tout en suivant des études de piano, Cécilia Ciganer-Albéniz obtient son baccalauréat B après treize années à l'institut de l'Assomption, rue de Lübeck, et entame des études de droit à l'université Paris-II - Assas. À l'époque, elle travaille dans la communication et devient mannequin-cabine chez Schiaparelli. Elle abandonne finalement le droit et devient assistante de René Touzet, sénateur pour l'Indre. Quelques années après avoir rencontré le photographe de portrait (studio Harcourt), de mode et de publicité Jean-Daniel Lorieux, qui lance sa carrière de mannequin et avoir été son assistante, elle se fiance avec lui dans la résidence secondaire des parents de Cécilia à Montchauvet, en présence de Dewi Sukarno, l'ex-Première dame d'Indonésie. Le mariage est annoncé en septembre 1980 à l'abbaye de Royaumont, mais au dernier moment, les fiançailles sont rompues et la cérémonie de mariage annulée.

### Union avec Jacques Martin
Elle rencontre, puis épouse le 10 août 1984 Jacques Martin (1933-2007), l'animateur vedette de Dimanche Martin et de L'École des fans. Ce mariage a lieu à la mairie de Neuilly-sur-Seine et est célébré par son maire, Nicolas Sarkozy. Elle cesse alors de travailler. Le couple a deux filles, Judith (née le 22 août 1984) et Jeanne-Marie (née le 8 juin 1987), filleule de Nicolas Sarkozy (Cécilia étant marraine du premier fils de ce dernier, Pierre, en 1985).

### Épouse de Nicolas Sarkozy

#### Rencontre et mariage
Nicolas Sarkozy tombe amoureux de Cécilia Martin en célébrant son mariage. En 1988, elle quitte Jacques Martin, dont elle obtient rapidement le divorce, et entame une vie commune avec Nicolas Sarkozy. Ce dernier, encore marié, n'obtient le divorce qu'en 1996, après son passage au gouvernement (1993-1995). Cécilia l'épouse le 23 octobre 1996 à Neuilly-sur-Seine. Ils ont eu un fils ensemble, Louis, né le 28 avril 1997.

#### Épouse de ministre
Cécilia Sarkozy devient une personnalité connue des médias comme membre des cabinets ministériels de son mari en 2002, même si elle a toujours été présente à ses côtés dans ses différentes activités politiques. Afin d'éviter toute polémique, Nicolas Sarkozy indique que son épouse n'est pas rémunérée pour son travail[réf. nécessaire].
Selon Le Canard enchaîné du 13 janvier 2021, elle est employée à mi-temps en 2002-2003 en tant qu'assistante parlementaire de Joëlle Ceccaldi-Raynaud, suppléante de Nicolas Sarkozy à l’Assemblée nationale, étant rémunérée 3 088 euros net par mois. Pourtant, le journal indique n’avoir retrouvé aucune trace de cette activité,,.
Cécilia Sarkozy accompagne son mari dans ses déplacements, s'impose à ses côtés au premier rang des rassemblements politiques, et le conseille. Elle n'hésite pas à lui signifier ses désaccords sur les sujets de fond, comme sur le thème de la prostitution, sur lequel elle le trouve trop répressif. Elle est finalement nommée conseiller technique au cabinet de son époux lorsqu’il devient ministre d'État, ministre de l'Économie, des Finances et de l'Industrie.
En juillet 2004, le quotidien Libération écrit que « Cécilia Sarkozy [est] fière de n'avoir "aucune goutte de sang français dans les veines" ». Cet article est rappelé pendant la campagne présidentielle de 2007 par Marine Le Pen, qui attribue à Cécilia Sarkozy l'intégralité de la phrase après que son père Jean-Marie Le Pen avait considéré Nicolas Sarkozy comme le candidat « issu de l'immigration ».
Fin 2004, en préparant le congrès du Bourget qui voit l'élection de Nicolas Sarkozy à la présidence de l'Union pour un mouvement populaire, elle rencontre le publicitaire Richard Attias, directeur de Publicis Events, avec qui elle entame une liaison. Début 2005, Paris Match refuse de publier des photos témoignant de leur relation par crainte de la réaction de Nicolas Sarkozy.
Elle confie dans un entretien accordé à Télé Star le 2 mai 2005 : « Je ne me vois pas en First lady. Cela me rase. Je ne suis pas politiquement correcte. Je me balade en jean, en treillis ou en santiags. Je ne rentre pas dans le moule. ».
Lors de la campagne du référendum français sur la constitution européenne, Cécilia Sarkozy n'apparaît plus aux côtés de son mari. Le 19 mai, elle le quitte et part rejoindre Richard Attias à New York. L'information est révélée 6 jours plus tard par Le Matin, journal suisse, mais n'est pas reprise par la presse française. Le lendemain, Nicolas Sarkozy dénonce  sur France 3 une « rumeur » et un manque de respect envers son épouse et leurs enfants, tout en reconnaissant des « difficultés » que « nous sommes en train de surmonter ».
En août 2005, la une de Paris Match dévoile une photo de Cécilia Sarkozy avec Richard Attias. Nicolas Sarkozy attaque en justice Le Matin pour « intrusion et atteinte à la vie privée » et obtient partiellement gain de cause. Le journal n'arrive à diffuser que quelques centaines d'exemplaires en France. De son côté, la presse prête au ministre de l'Intérieur une liaison avec la journaliste Anne Fulda de l’automne 2005 au printemps 2006,,.
Le 9 novembre 2005, selon Le Canard enchaîné du 16 novembre, Nicolas Sarkozy convoque au ministère de l'Intérieur le président-directeur général des éditions First, Vincent Barbare, pour le menacer de « foudres judiciaires et variées ». Cette maison d'édition s'apprêtait à publier le 24 novembre une biographie non autorisée de Cécilia Sarkozy. L’ouvrage, signé par la journaliste de Gala Valérie Domain, est finalement publié le 8 février 2006 sous le titre Entre le cœur et la raison, sous forme de roman, aux éditions Fayard[réf. souhaitée].
Début 2007, lorsque Nicolas Sarkozy quitte le ministère de l'Intérieur pour la campagne présidentielle, Cécilia Sarkozy devient son chef de cabinet au siège de l'Union pour un mouvement populaire (UMP).
Lors du premier tour de l'élection présidentielle de 2007, elle vote en compagnie de son mari et de ses deux filles, mettant fin à plusieurs semaines d'absence médiatique qui avait alimenté diverses rumeurs. Cependant le 26 avril 2007, soit dix jours avant le second tour de l'élection présidentielle, divers journaux étrangers reprennent l'information d'une nouvelle séparation du couple Cécilia et Nicolas Sarkozy. La presse française reste largement muette. Au-delà du respect de la vie privée voulu par la loi, ces mêmes journaux pointent du doigt le manque d'indépendance des journaux français soupçonnés de faiblesse vis-à-vis du pouvoir. Dès lors, elle ne fait aucune apparition durant la campagne du second tour de l'élection présidentielle, elle n'apparaît plus au quartier général de campagne de Nicolas Sarkozy où elle a pourtant son bureau et elle ne vote pas non plus aux côtés de celui-ci à la différence du premier tour. Vivant une rupture amoureuse, Cécilia est terrée chez elle. Par devoir, elle décide ensuite de rejoindre son mari, qui vient d'être élu, place de la Concorde où l'UMP fête sa victoire, puis à la soirée du Fouquet's.
Interrogée sur son rôle possible d'épouse de président, elle répond selon le New York Times que, dans dix ans, elle se voit plutôt « à New York, en train de faire du jogging dans Central Park ».

#### Épouse du président de la République

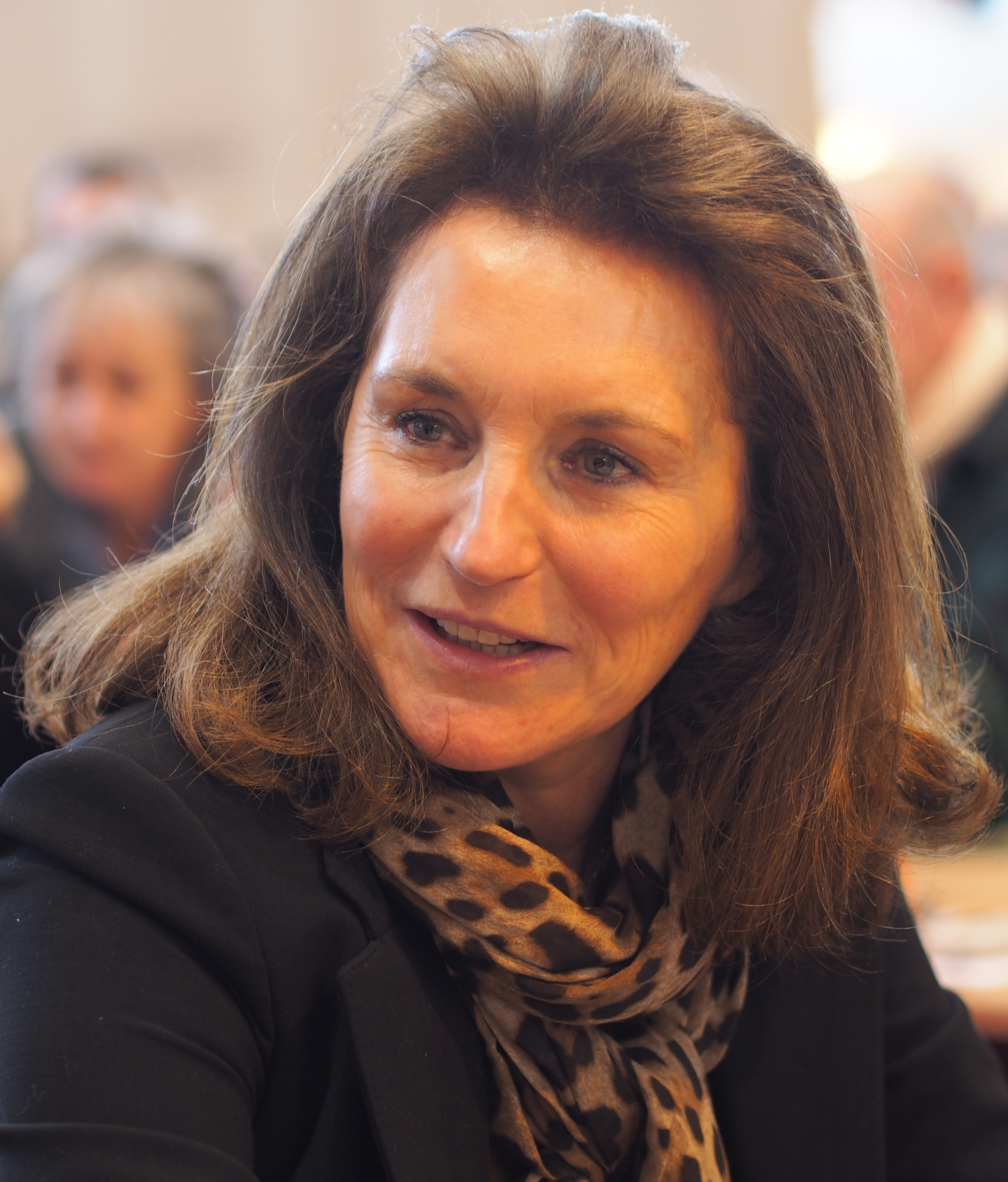
Cécilia Attias au Salon du livre de Paris de 2014.

Cécilia Sarkozy assiste à l'investiture de son époux à la présidence de la République française, au cours d'une cérémonie au palais de l'Élysée, le 16 mai 2007. Le lendemain, Cécilia Sarkozy se rend au fort de Brégançon, résidence d'été présidentielle située à Bormes-les-Mimosas, dans le Varoù elle y retourne trois fois durant les trois mois suivants.
À la fin du mois de juin 2007, une polémique éclate sur la mise à sa disposition d'une carte de paiement dont les sommes dépensées sont directement prélevées sur les fonds publics de la présidence de la République. En effet, le rôle de « Première dame » n’ayant aucune existence officielle, le statut est fait d’usages et de traditions qui concèdent certains avantages. Le député René Dosière, apparenté socialiste, indique à ce sujet que si la pratique est habituelle pour les collaborateurs de l'Élysée et que « les montants sont modestes », elle pose la question de la légalité de l'usage des fonds publics en l'absence de statut juridique du conjoint du chef de l’État. Cécilia Sarkozy rend rapidement sa carte début juillet et, pour couper court à toute controverse, Nicolas Sarkozy demande à Philippe Séguin (premier président de la Cour des comptes) d'établir des règles de transparence pour les fonds alloués à la Présidence.
Installée à l'Élysée, elle dispose en tant que « Première dame » d'une attachée de presse et d'un chef de cabinet. Selon Raphaëlle Bacqué, journaliste au Monde et Christophe Barbier, rédacteur en chef de L'Express, Cécilia Sarkozy aurait choisi et introduit, au sein du cabinet présidentiel, les différents principaux conseillers de Nicolas Sarkozy, aujourd'hui connus du grand public, à l'image notamment d'Henri Guaino, ancien conseiller spécial du président de la République. Elle a également eu un rôle diplomatique au début de la présidence. Nicolas de la Granville, 45 ans, l'a conseillée dans ses déplacements à l'étranger. Sa première action en 2007 a été d'accompagner, en toute fin de négociations menées par l'Union européenne, la libération du médecin et des infirmières bulgares en se rendant à deux reprises à Tripoli en Libye. Pour son rôle dans ces libérations, elle a été promue citoyenne d'honneur de Sofia en même temps que Nicolas Sarkozy et l'émissaire européenne Benita Ferrero-Waldner.
Lors du sommet du G8 qui se tient en juin de la même année en Allemagne, elle refuse de participer au traditionnel « programme des épouses » des chefs d'État et revient à Paris préparer l'anniversaire de sa fille. En juillet, alors que le couple présidentiel français est en voyage officiel aux États-Unis, elle décline l'invitation à déjeuner de George W. Bush, prétextant une angine, alors qu'elle avait été photographiée plus tôt à la plage avec la ministre de la Justice Rachida Dati. La presse se fait alors l'écho de ces polémiques.
Le 18 octobre 2007, après de nombreuses rumeurs relayées par la presse suisse puis française, le divorce par consentement mutuel du couple, prononcé par un juge trois jours auparavant, est rendu public par l'Élysée,.

### Union avec Richard Attias
Alors qu'elle est officiellement mariée à Nicolas Sarkozy, elle vit avec le publicitaire Richard Attias à New York de l'été 2005 au printemps 2006, avant de revenir à Paris. Après son divorce d’avec Sarkozy, elle épouse Attias le 23 mars 2008 à New York. Elle s'installe à Dubaï en compagnie de son mari promu PDG de la Dubaï Event Management Corporation début mai 2008. Le couple revient vivre à New York en 2011. Le journal Le Monde mêle leurs deux noms au scandale des Panama Papers.
En octobre 2008, Cécilia Attias crée la fondation Cécilia-Attias pour les femmes, dont l’objectif est d’améliorer concrètement les conditions de vie des femmes, notamment dans le Tiers-Monde, en leur proposant des solutions financières, logistiques, médiatiques et stratégiques pour développer des projets.
En juin 2012, cette fondation organise, en collaboration avec la fondation Sylvia-Bongo-Ondimba pour la famille, le « Dialogue for Action Africa » (DFAA), un forum qui se tient à Libreville, au Gabon, et dont l’objectif est de promouvoir la cause de la femme en Afrique.
Le 9 octobre 2013, Cécilia Attias revient en France avec la publication de son livre Une envie de vérité aux éditions Flammarion. La presse lui réserve un accueil chaleureux. Elle en vend cent mille exemplaires.
Le 23 mai 2016, Cécilia Attias rejoint le conseil consultatif international nouvellement créé de Richard Attias & Associates. Elle officie au titre de secrétaire générale de ce conseil.

### De Cécilia Attias
- Une envie de vérité, Flammarion, 2013
- Avec Louis Sarkozy, Une envie de désaccord(s), Plon, 2019

### Sur Cécilia Attias
- Entre le cœur et la raison, Valérie Domain, Éditions Fayard, 2006  (ISBN 2213629080)
- La deuxième dame de France, Vanessa Schneider, Libération, 8 juillet 2004[48]
- Cécilia, la face cachée de l’ex-Première dame, Denis Demonpion et Laurent Léger, Éditions Pygmalion, 2008,  (ISBN 2756401838)
- Jean-Daniel Lorieux, « Cécilia », dans : Confidences d’un voleur d’instants, Michel Lafon, 2008, pp. 17-37.
- Cécilia : Portrait, Anna Bitton, Flammarion, 2008,  (ISBN 2081212889)
- Ruptures, Michaël Darmon et Yves Derai, Éditions du Moment, 2008,  (ISBN 2354170246)
- Constance Vergara, Valérie, Carla, Cécilia, Bernadette et les autres, en campagne, Tallandier, 2012.